# 千年女王
《千年女王》（日语：新竹取物語 1000年女王）是松本零士原作的漫畫，從1980年1月28日到1983年5月11日的星期一至星期五版各1頁在《產經新聞》的晨報西日本スポーツ（《產經新聞》在九州·山口縣地區的刊物，《產經新聞》在九州地區沒發行）中連載全1000次(全1000頁)。其後改編成動畫。

## 故事
故事講述·確認於1999年9月9日零時9分9秒太陽系第10行星「拉美圖惑星」會最接近地球。住在東京郊外的某城市的初中生的少年·雨森始(雨森初)，由於從學校回家的時候在自己的家的電子鐵工所發生了的爆炸事故失去了父母。自己也被捲進爆炸，在住院處的醫院遇到神秘女性·雪野彌生(雪彌生)據說是叔父雨森所長在筑波山天文台的助手。
爆炸事故前後，在雨森始(雨森初)周圍開始發生奇怪的事件。出現謎一樣的神秘組織『1000年盜賊』。不久，雨森始(雨森初)知道雪野彌生(雪彌生)的真正身分是拉美圖派遣來引導地球的『1000年女王』。
並且命運的時刻「1999年9月9日零時9分9秒」，正在一刻一刻地迫近。

## 登場人物

### 主要登場人物
雪野彌生（ゆきの やよい）（香港配音：黃麗芳）
現任1000年女王，電影版與漫畫版中的拉美圖的名字為「拉．安卓美達．普羅米修母」 (ラー・アンドロメダ・プロメシューム) II世。TV版「II世」被省略了。1000年間，注視地球的歷代1000年女王中的一人，地下大空洞內的拉美圖人的地下組織的頭目。 
原作的漫畫版和電影版，使用跟『銀河鉄道999』梅德爾（メーテル）一模一樣的樣貌有著細長而清秀的眼。不過，TV版因為要製造差異化，成為了大而圓的眼。
普羅米修母在松本零士創作的另一部作品『銀河鐵道999』也有出場，不過身體已經機械化并以反派角色登場。她機械化前以拉美圖女王的身份與一位科學家結婚，育有兩個女兒，分別為梅德爾和艾美拉達絲（エメラルダス）。
TV&漫畫&電影版全都共通著職業是做筑波天文台工作的雨森教授的秘書。不過，電影&TV&漫畫版有以下的差異。在〔TV&漫畫版〕地球上的父母是相當於年老的夫婦管理的拉麵舖·「三食拉麵堂」的看板娘及做送外賣的，也住在拉麵舖的二樓。養著虎條紋的貓。 在〔電影版〕做雨森教授的秘書外，是雨森始的學校的教師，住在高級高級公寓風的房間。
雨森始（あまもり はじめ）（香港配音：方煥蘭）
無線在1981年播放時的譯名是"雨森初"，雨森教授的姪兒，故事的男主角，中學生。
雨森教授 （香港配音：馮錦倫）
阿拉丁

### 千年女王的部下
夜森大介 （やもりだいすけ）（香港配音：鄧榮銾）
無線版譯作鄭森，一邊眼睛被眼髮蓋着，反對千年女王因為對地球的愛而改變計劃，堅持要執行原來的侵略計劃。

## 主題音樂
- 1981年：《コスモス・ドリーム》（日語版，千年女王電視卡通主題曲，宇崎龍童作曲，高梨雅樹（日语：原大輔）主唱
- 1981年：《まほろば伝説》（日語版，千年女王電視卡通片尾曲，宇崎龍童作曲，阿木燿子填詞，石川真奈美主唱）
- 1981年：《千年女王》（粤語版，千年女王電視卡通主題曲，宇崎龍童作曲，鄭國江填詞，露雲娜主唱）
  - 1983年：《千年女王》（梅艷芳翻唱版本）
- 1981年：《傳說》（粤語版，千年女王電視卡通片尾曲，宇崎龍童作曲，鄭國江填詞，露雲娜主唱）
  - 1983年：《傳說》（梅艷芳翻唱版本）
- 1982年：《Angel Queen》（英語，千年女王電影版主題曲，喜多郎作曲，达拉·萨达卡（Dara Sedaka）主唱）
- 1983年：《遠方天外》（粵語，千年女王電影版主題曲，喜多郎作曲，雷安娜主唱）
- 1983年：《天使之戀》（國語，千年女王電影版主題曲，喜多郎作曲，黃鶯鶯主唱）

## 外部連結
- 互联网电影数据库（IMDb）上《QUEEN MILLENNIA》的资料（英文）